# Convento domenicano di San Giovanni D'Aymo
Il convento domenicano di San Giovanni D'Aymo fu fondato nella seconda metà del XIV secolo da Giovanni d'Aymo, il quale lo affidò ai domenicani. Questi si distinsero, oltre che per la predicazione, anche per gli studi filosofici e teologici, tanto che nel 1652, il convento divenne sede dello Studium Generale, cui diede grande prestigio il teologo leccese Dionisio Leone, autore di molti volumi di logica e fisica.

## Storie e descrizione
L'edificio subì numerose modifiche: una totale ricostruzione avvenne negli ultimi anni del XVII secolo ad opera di Giuseppe Zimbalo, ma rimase interrotta a causa della morte dell'architetto. Il completamento risale alla metà del Settecento con Emanuele Manieri. Al Manieri si deve la realizzazione degli ambienti superiori, del chiostro, impostato su pilastri con un elegante gioco di specchiature tra le finestre del primo piano e, soprattutto, del prospetto, spartito in cinque zone da paraste di ordine gigantesco e caratterizzato dai balconi che si aprono ai due lati.
I Domenicani lasciarono la struttura nel 1814, in seguito alla soppressione degli ordini religiosi, e pochi decenni dopo divenne la sede della Manifattura Tabacchi. Dopo attenti restauri è divenuto sede dell'Accademia di belle arti.